# Gasatomus dubius
Gasatomus dubius är en mångfotingart som beskrevs av Chamberlin 1940. Gasatomus dubius ingår i släktet Gasatomus och familjen fingerdubbelfotingar. Inga underarter finns listade i Catalogue of Life.